# فيلد هاريس
فيلد هاريس (بالإنجليزية: Field Harris)‏ هو طيار بحري في الولايات المتحدة ‏ أمريكي، ولد في 18 سبتمبر 1895 في فرسايليس في الولايات المتحدة، وتوفي في 21 ديسمبر 1967.